# 伊藤光彦
伊藤光彦（いとう　てるひこ、1937年 - ）は、日本のドイツ文学者。元毎日新聞社ヨーロッパ総局長、和光大学名誉教授。

## 略歴
長野県生まれ。京都大学文学部独文科卒。毎日新聞社ドイツ特派員、欧州総局長。
1982年『ドイツとの対話』で日本エッセイストクラブ賞受賞。
1992年福井県立大学教授、2000年和光大学表現学部教授。2008年退職。

## 著書
- ドイツとの対話 毎日新聞社 1981.9
- ドイツの深謀 欧州再生への不気味なエネルギー PHP研究所 1982.4
- 謀略の伝記 政治家ウェーナーの肖像 1982.7（中公新書）
- 新聞のドイツ語 白水社 1987.5
- 現代ドイツを新聞で読む 白水社 1992.4
- ニュースの愉しみ 毎日新聞社 1993.12
- 田舎に暮らして世界を視る 平凡社 1997.4
- 若狭の記録1998-99 福井県立大学オープンカレッジ「言葉と社会」講座報告集（編）北国図書 1999.1
- ジャーナリズム曠野紀行 1980～2000どんな時代だったか 明窓出版 2000.12
- ドイツ語情報世界を読む 新聞からインターネットまで 白水社 2001.4

## 翻訳
- マリアンネの犯行 ハイコ・ゲープハルト 集英社 1984.1

## 参考
- 著書の紹介文